# Ocke Mannerfelt
Ocke Mannerfelt, född 1948 är en svensk båtformgivare som är specialiserad på snabba motorbåtar.
Mannerfelts anseende bygger på tävlingsbåtar, men han har även designat många produktionsbåtar åt till exempel Nimbus Boats, Prestige Rib och lyxbåttillverkaren Sealine. Hans mest kända uppdragsgivare för tävlingsbåtar är Victory Team Dubai, som vunnit elva världsmästerskap.
Han har i flera tävlings- och sportbåtar använt vingar baserade på hydro- och aerodynamiska tester samt ovanligt starka steg- och stigningslistkonstruktioner i botten. Syftet med vingarna på Mannerfelts ”fladdermusbåtar” är att stabilisera mycket snabba båtar, framför allt när de hoppar. Styrningen av luft in under båten med olika steg och stigningslister minskar i sin tur friktionen. 
Mannerfelt har även designat segelbåtar. Ett av de senaste arbetena är dagtursbåten Daytripper med vridbar kolfibermast och bara ett storsegel.